# Polyura mandarinus
Polyura mandarinus är en fjärilsart som beskrevs av Felder 1867. Polyura mandarinus ingår i släktet Polyura och familjen praktfjärilar. Inga underarter finns listade i Catalogue of Life.